# Jan Steenman

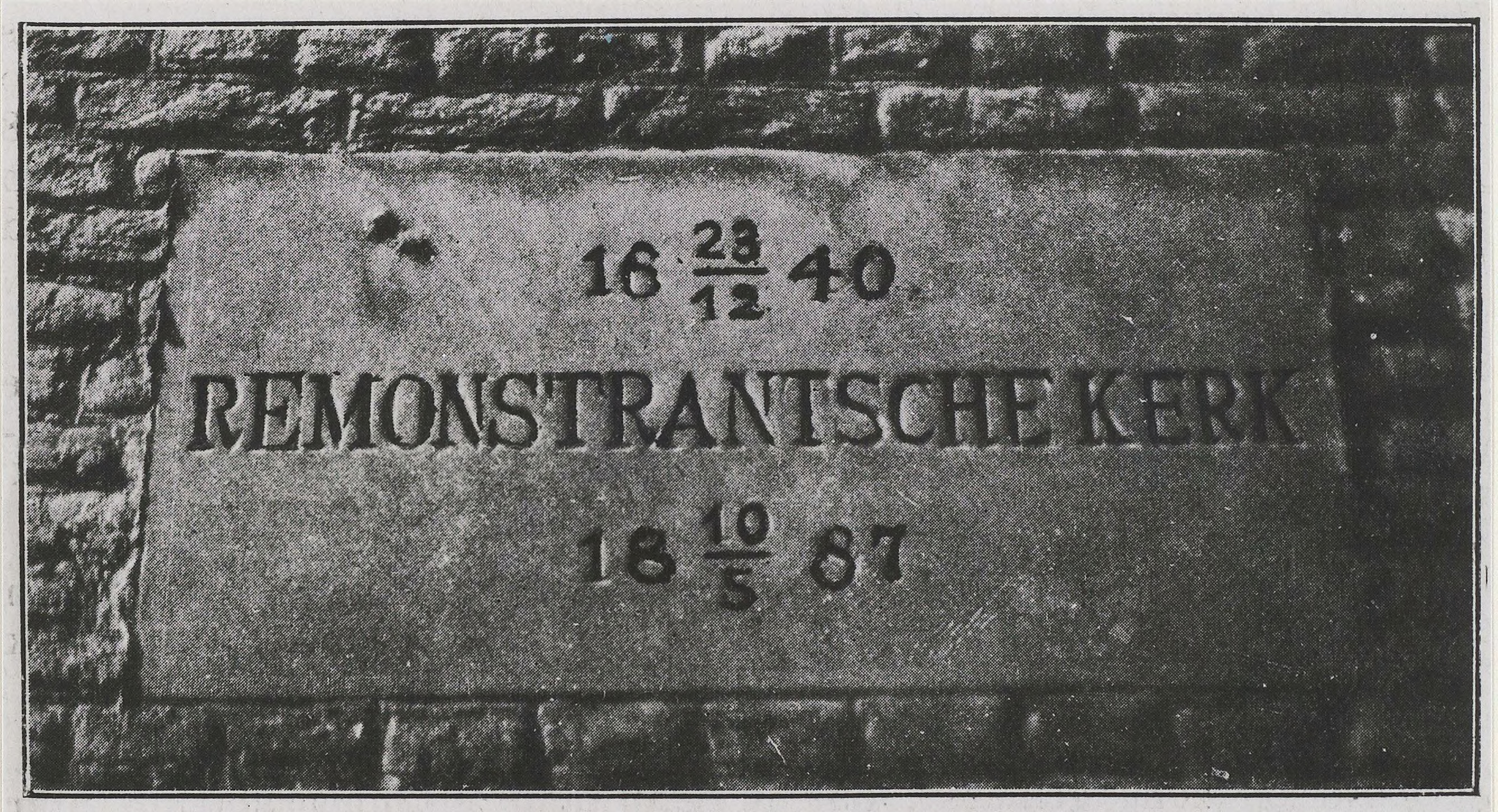
Verhuissteen van de in 1952 gesloopt oude Remonstrantse kerk (Noord-Hollands Archief)

Jan Steenman (Haarlem, 21 maart 1835 – aldaar, 21 juni 1910) was een Nederlands organist en muziekpedagoog te Haarlem.
Hij was zoon van koetsier Jan Steenman en naaister Johanna van der Linden. Hijzelf was nog in 1860 als timmerman getrouwd met Maria Catharina Heins. Zoon Johan Anthonie Steenman werd eveneens musicus. Jan Steenman overleed in de Maria Stichting aan de Kamperlaan en werd begraven op "Schoten", de Begraafplaats Kleverlaan.
Hij kreeg zijn opleiding van Johan Peter Schumann en Johannes Gijsbertus Bastiaans, beide organisten van de Grote of St.-Bavokerk aldaar. Hij was vervolgens veertig jaar lang organist van de Remonstrantse Kerk in Haarlem; in 1896 was hij er veertig jaar organist. Hij had in 1887 de verhuizing meegemaakt van de Helmbrekersteeg naar de Wilhelminastraat, Hij gaf jarenlang muziekles (tot vijf dagen voor zijn overlijden) en was dirigent van verschillende koren in Haarlem waaronder Polyhymna en Euterpe.